# Lista de clubes de futebol do Brasil que foram rebaixados no centenário

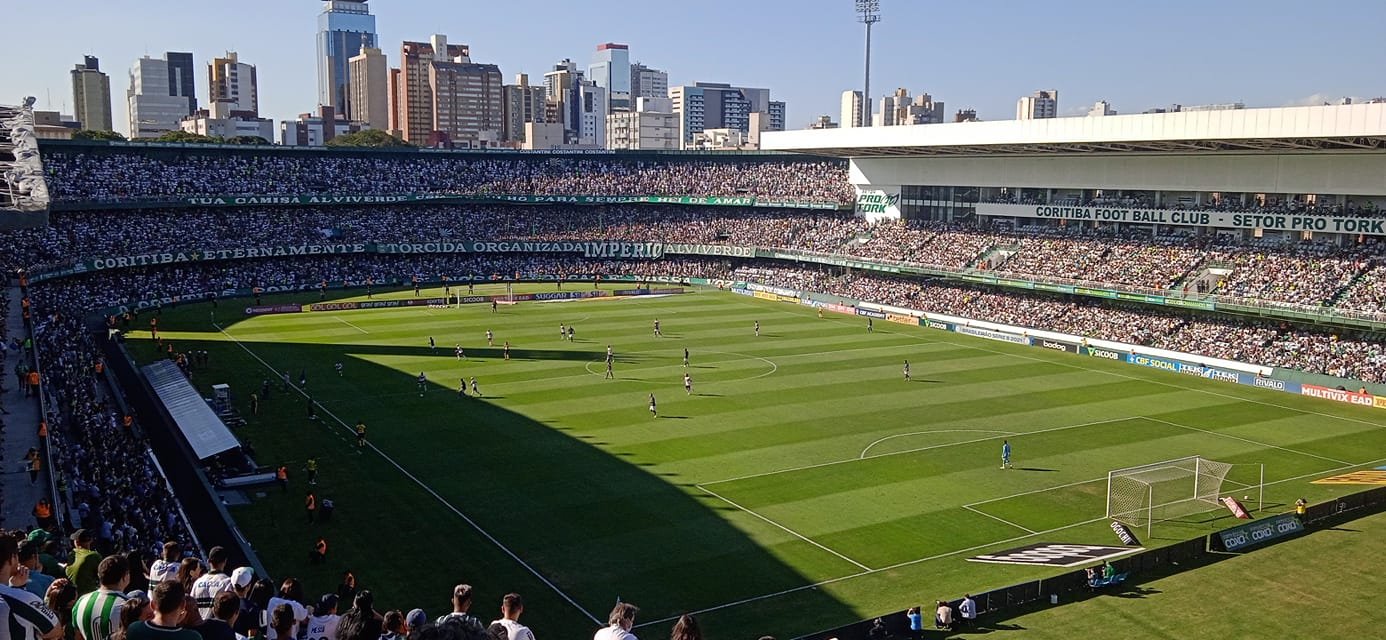
Couto Pereira (imagem), estádio do Coritiba, foi alvo de vandalismo e violência após o rebaixamento do clube no centenário.

Esta é a lista de clubes de futebol brasileiros que foram rebaixados no ano do centenário. No Brasil, geralmente quando uma equipe completa o seu centenário, ela tem um desempenho abaixo do esperado, às vezes resultando em seu rebaixamento.
Esse fato é conhecido como a "Maldição do Centenário", expressão que surgiu em 1995 com a péssima campanha do Flamengo no centenário, que mesmo com atletas como Sávio, Edmundo e Romário, não teve sucesso no Campeonato Carioca e nem no Brasileirão.  
O primeiro clube a ser rebaixado no ano do centenário foi o Bangu, em 2004, onde em disputa daquela edição do Cariocão, a equipe terminou rebaixada em último lugar geral. O próximo foi o Coritiba, em 2009, onde em disputa daquela edição do Brasileirão a equipe terminou rebaixada na última rodada em 17° lugar. Foi marcada pelos espectadores que causaram muita violência e vandalismo no estádio e região, deixando 17 feridos.
As décadas de 2010 e 2020 foram marcadas por rebaixamentos em sequência como os do Tupi na Série C e CRB na Série B de 2012, Santa Cruz-RS no Gauchão de 2013 e Rio Branco-ES no Capixabão de 2013, ABC na Série B de 2015, Oeste e Figueirense na Série B de 2020-21, Uberlândia no Mineiro de 2022 e Sampaio Corrêa na Série B de 2023. O último caso até a temporada atual foi do Athletico-PR na Série A de 2024.

## Lista
| #  | Ano  | Clube                | Competição                      | Desempenho          | Desempenho |
| #  | Ano  | Clube                | Competição                      | Classificação geral | Ref        |
| -- | ---- | -------------------- | ------------------------------- | ------------------- | ---------- |
| 1  | 2004 | Bangu                | Campeonato Carioca              | 12/12               | [ 5 ]      |
| 2  | 2009 | Coritiba             | Campeonato Brasileiro - Série A | 17/20               | [ 16 ]     |
| 3  | 2011 | Brasil de Pelotas    | Campeonato Brasileiro - Série C | 18/20               | [ 17 ]     |
| 4  | 2012 | Tupi                 | Campeonato Brasileiro - Série C | 20/20               | [ 18 ]     |
| 5  | 2012 | CRB                  | Campeonato Brasileiro - Série B | 17/20               | [ 19 ]     |
| 6  | 2013 | Santa Cruz-RS        | Campeonato Gaúcho               | 14/16               | [ 20 ]     |
| 7  | 2013 | Rio Branco-ES        | Campeonato Capixaba             | 9/10                | [ 21 ]     |
| 8  | 2015 | ABC                  | Campeonato Brasileiro - Série B | 18/20               | [ 22 ]     |
| 9  | 2019 | Nacional-SP          | Campeonato Paulista - Série A2  | 15/16               | [ 23 ]     |
| 10 | 2021 | Oeste                | Campeonato Brasileiro - Série B | 20/20               | [ 12 ]     |
| 11 | 2021 | Figueirense          | Campeonato Brasileiro - Série B | 17/20               | [ 24 ]     |
| 12 | 2022 | Uberlândia           | Campeonato Mineiro              | 11/12               | [ 25 ]     |
| 13 | 2023 | Sampaio Corrêa       | Campeonato Brasileiro - Série B | 17/20               | [ 26 ]     |
| 14 | 2024 | Athletico Paranaense | Campeonato Brasileiro - Série A | 17/20               | [ 15 ]     |